# Ekaterina Trendafiłowa
Ekaterina Panajotowa Trendafiłowa (bułg. Екатерина Трендафилова, ur. 20 czerwca 1953 w Sofii) – prawniczka bułgarska, sędzia Międzynarodowego Trybunału Karnego.

## Życiorys
W latach 1972–1977 studiowała na Wydziale Prawa Uniwersytetu Klemensa z Ochrydy w Sofii. Odbyła na tej uczelni także studia podyplomowe i związała się z nią zawodowo; w 1984 obroniła doktorat z prawa karnego, od 1996 była zastępcą profesora, od 2001 profesorem. Od 1995 jest także profesorem Uniwersytetu Cyryla i Metodego w Weliko Tyrnowo. Odbyła staże zagraniczne - w Moskwie, Augsburgu i na University of California (jako stypendystka Fulbrighta).
Jest autorką ponad 70 publikacji (ogłaszanych w Bułgarii, ale także w USA, Włoszech, Francji i Holandii) dotyczących ochrony praw człowieka, międzynarodowego postępowania karnego, prawa porównawczego, prawa konstytucyjnego. Występuje jako ekspert prawny bułgarskich ministerstw - spraw zagranicznych, spraw wewnętrznych, sprawiedliwości.
W styczniu 2006 została powołana na sędziego Międzynarodowego Trybunału Karnego w Hadze (na kadencję 9-letnią).
Jest zamężna (mąż Emil Byczwarow, inżynier), ma córkę (Tatiana Byczwarowa, prawnik).